# Oteruelo de la Valduerna
Oteruelo de la Valduerna es una localidad española perteneciente al municipio de Santiago Millas, en la comarca de la Maragatería, provincia de León.